# فرودگاه ادسون
فرودگاه ادسون (به انگلیسی: Edson Airport) یک فرودگاه همگانی با کد یاتا YET است که یک باند فرود آسفالت دارد. این فرودگاه در کشور کانادا قرار دارد .